# Paul Stein (Grafiker)
Paul Stein (* 27. März 1949 in Neuwied; † 6. August 2004 in Moselkern) war ein deutscher Grafiker und Buchkünstler.

## Leben
Seine Kindheit verbrachte Paul Stein in Neuwied-Heddesdorf. 1963 begann er eine Lehre und war anschließend als Tiefdruck-Retuscheur tätig. Nachdem er den Wehrdienst absolviert hatte (1968/69), wuchs die Unzufriedenheit in seinem Beruf und er begann 1971 ein Grafik-Design-Studium an der Fachhochschule Mainz. Nach seinem Studium zog Stein in den Westerwald und wohnte ab 1980 in Hattert. 1985 gab er seinen ursprünglich erlernten Beruf ganz auf, um sich ausschließlich der Kunst zu widmen. 1995 zog Stein nach Völkenroth im Hunsrück und 2000 in ein unmittelbar an der Mosel gelegenes Haus in Moselkern. Dort starb Paul Stein plötzlich und unerwartet im Jahr 2004.
Paul Stein war zeitlebens ein begeisterter Fußballspieler und als Torwart bei verschiedenen Vereinen aktiv.

## Werk
Den Schwerpunkt von Paul Steins Kunst bilden Malerei und Künstlerbuch(-Unikate). Daneben entstanden zahllose Aufzeichnungen unterschiedlichster Form. Hier sind beispielsweise seine täglich weitergeschriebenen Skizzen-/Arbeits-/Tagebücher zu nennen: In 90 Bänden und auf gut 19000 durchnummerierten Seiten dokumentierte der Künstler sein Leben. Erzählungen aus seinem Alltag wechseln sich ab mit fiktiven Geschichten, auf Kugelschreiberskizzen folgen vollständig ausgearbeitete Bilder in verschiedensten Techniken. Die Bände befinden sich heute im Klingspor-Museum in Offenbach am Main.
Seit 1984 wurde Paul Steins buchkünstlerisches Werk durch Despalles Éditions (Françoise Despalles und Johannes Strugalla) betreut. Mit Strugalla arbeitete Stein u. a. beim Künstlerbuch „Spreu“ zusammen. Durch Despalles war außerdem eine regelmäßige Teilnahme an internationalen Messen und Ausstellungen möglich (Frankfurter Buchmesse, SAGA und Marché de la Poesie, Paris, Art Edition, Basel (1990–92), Art Frankfurt (bis 2004)). 

## Ausstellungen
In der Mitte der 1970er Jahre hatte Paul Stein erste Ausstellungen eigener Arbeiten, beispielsweise in der Städtischen Galerie im Brückenturm, Mainz, im Uhrturm in Dierdorf, in der Galerie Otto Buhr in Neuwied und in der Galerie Artfusion in Mainz. Dort war er außerdem an der Herausgabe der gleichnamigen Zeitschrift sowie von „UnArt“ und „Lose Blätter für Kunst“ beteiligt.
1985 bis 2004 war Stein an zahlreichen Ausstellungen beteiligt:u. a. Kunstverein
Mainz (1985), Galerie Horst Dietrich, Berlin, Caroline Corre, Paris (1987), Galerie Tendenz, Sindelfingen (1988, 1993), Galerie an der Stadtkirche, Bayreuth (1990), Eutektikum, München (1991), Maison Rhénanie-Palatinat, Dijon, Landtag Rheinland-Pfalz, Mainz (1994), Schloss Waldthausen (1995), Kunstscheune Neuerkirch (1996), in Nieder-Olm und Pfullendorf (1997), Galerie Veste Otzberg (1998), Museum für Angewandte Kunst Frankfurt (2000), Queichtal-Museum, Offenbach bei Landau (2001), in Koblenz, Cochem und Marbach am Neckar (2003). 1995 folgte Stein einer Einladung des Börsenvereins des Deutschen Buchhandels zu Ausstellungen nach Plowdiw und Warna (Bulgarien). 1999 verbrachte der Künstler zwei Wochen in Shijiazhuang und Peking (China), wo er an der Ausstellung „Contrasts – Exhibition of Chinese and German Artists“ teilnahm.